# Ommatius digitus
Ommatius digitus är en tvåvingeart som beskrevs av Scarbrough, Marasci och Hill 2003. Ommatius digitus ingår i släktet Ommatius och familjen rovflugor.
Artens utbredningsområde är Uganda. Inga underarter finns listade i Catalogue of Life.